# Celso Güity
Celso Güity (7. srpna 1955, Honduras – 11. února 2021) byl honduraský fotbalový útočník. Po skončení aktivní kariéry žil a pracoval v New Yorku. Zemřel 11. února 2021 ve věku 65 let na rakovinu kostí.

## Fotbalová kariéra
Byl členem honduraské reprezentace na Mistrovství světa ve fotbale 1982, ale v utkání nenastoupil. Za reprezentaci Hondurasu nastoupil v 11 utkáních. Na klubové úrovni hrál za honduraské kluby CD Marathón a C.D. Sula de La Lima.